# Probole pullaria
Probole pullaria là một loài bướm đêm trong họ Geometridae.